# Doplňkové penzijní spoření v Česku
Možnost sjednání doplňkového penzijního spoření vznikla od 1.1.2013 a je dána zákonem č. 427/2011 Sb. Doplňkové penzijní spoření je v zásadě staronová možnost spoření se státním příspěvkem a navazuje na penzijní připojištění.

## Účastník
Účastníkem doplňkového penzijního spoření může být kterákoli fyzická osoba. Klient také může po dobu spoření změnit penzijní společnost, u které spoří. Klient, který má z minulosti uzavřenou smlouvu penzijního připojištění, nyní Transformovaný fond, může přejít na doplňkové penzijní spoření v účastnických fondech.

## Výše spoření
Výši spoření si určuje ve smlouvě klient. Nejnižší částka spoření je 100 Kč měsíčně (státní příspěvky se ale poskytují od spoření 300 Kč měsíčně). Maximální výše spoření není omezena. V průběhu trvání smlouvy lze vkládat i mimořádné jednorázové vklady. Klient může výši spoření v průběhu smlouvy kdykoli změnit – snížit i zvýšit, ať již trvale nebo jen na určité období. V případě tíživé finanční situace může klient své spoření i přerušit nebo v krajním případě svou smlouvu předčasně ukončit.

## Státní zvýhodnění

### Státní příspěvky
Nárok na státní příspěvek ke svému spoření má klient 
- s trvalým pobytem v ČR nebo
- s bydlištěm na území členského státu EU/EHP

a v obou případech musí být zároveň:
- účasten českého důchodového pojištění nebo
- poživatelem důchodu z českého důchodového pojištění (starobní, invalidní) nebo
- účasten veřejného zdravotního pojištění v ČR.

Stát na doplňkové penzijní spoření přispívá státním příspěvkem podle následujícího pravidla:
| Měsíční příspěvek účastníka (Kč) | Státní příspěvek                                |
| -------------------------------- | ----------------------------------------------- |
| 100–299                          | bez státního příspěvku                          |
| 300–999                          | 90 Kč + 20 % z částky nad 300 Kč, (max. 230 Kč) |
| 1000 a více                      | 230 Kč                                          |

Státní příspěvky nelze žádat na příspěvky zaměstnavatele, pouze na příspěvky placené účastníkem.

### Daňové zvýhodnění pro klienta
Pokud klient za rok vloží na své spoření částku sjednanou jako příspěvek klienta vyšší než 12 000 Kč, získá možnost odečíst si od základu daně z příjmu fyzické osoby část spoření přesahující 12 000 Kč ročně, maximálně však do výše 24 000 Kč ročně. Při pravidelném měsíčním spoření 3 000 Kč (36 000 Kč ročně) získá klient na prvních dvanáct tisíc korun státní příspěvek 2 760 Kč a na dalších dvacet čtyři tisíc korun získá další státní zvýhodnění v podobě daňové úlevy. Při základní 15% sazbě daně z příjmu ušetří 3 600 Kč. Z pohledu maximalizace čerpání státem poskytovaných výhod je od ledna 2017 optimální platba 3 000 Kč měsíčně.

### Zvýhodnění při spoření zaměstnavatele
Zvýhodnění příspěvků zaměstnavatele:
na straně zaměstnavatele
- Příspěvek je daňově uznatelným nákladem v neomezené výši.
- Osvobození od placení pojistného na sociální a zdravotní pojištění do výše příspěvku 50  tis. Kč. Jde o souhrnný limit pro příspěvky na doplňkové penzijní spoření (vč. původního penzijního připojištění) a životní pojištění.

na straně zaměstnance
- Osvobození příspěvku zaměstnavatele od daně z příjmu fyzických osob.
- Osvobození od placení pojistného na sociální a zdravotní pojištění.

obojí max. do výše příspěvku 50  tis. Kč. Jde o souhrnný limit u jednoho zaměstnavatele pro příspěvky na doplňkové penzijní spoření a životní pojištění.

### Zvýhodnění při čerpání předdůchodu
Klient při splnění určitých parametrů vyplácení penze:
- není nucen platit důchodové pojištění, pokud již nemá žádné příjmy a
- je považován za státního pojištěnce pro placení veřejného zdravotního pojištění.

## Účastnické fondy
Zákon dává penzijní společnosti (PS) volnost v počtu a zaměření nabízených účastnických fondů. Ze zákona je pro penzijní společnosti povinný pouze Povinný konzervativní fond. 

### Povinný konzervativní fond
Finanční prostředky fondu mohou být investovány pouze do vybraných dluhopisů a nástrojů peněžního trhu vydaných centrálními bankami a zeměmi OECD, Evropským fondem finanční stability, Evropské centrální banky, Evropské investiční banky, Světové banky, Mezinárodního měnového fondu nebo obdobných institucí se zárukou států OECD. Ostatní majetek je zhodnocován formou vkladů u bank se splatností 2 roky.
Maximálně 30 % ostatního majetku fondu může být zainvestováno do vybraných jiných dluhopisů, nástrojů peněžního trhu a jiných krátkodobých závazků výše uvedených emitentů se srovnatelným ratingovým hodnocením. Dále do podílových fondů peněžního trhu s váženou průměrnou splatností nejvýše půl roku.
100 % hodnoty majetku musí být vždy zajištěno proti kurzovému riziku. Finanční deriváty smějí být používány pouze k zajištění měnových a úrokových rizik.
Úplata PS je omezena § 60 zákona č. 427/2011 Sb.; za obhospodařování činí max. 0,4% průměrné hodnoty majetku fondu a za zhodnocení max. 10% nárůstu průměrné hodnoty ve srovnání s maximem (průměrné hodnoty) z předchozích let.

### Strategie spoření
Vytvoření a nabídka různých fondů vč. jejich kombinace pro strategii spoření přizpůsobující se věku záleží pouze na rozhodnutí jednotlivých penzijních společností.
Zákon ukládá penzijní společnosti, provést automatický přesun investic klienta před dosažením důchodového věku do konzervativních investic. Změna nastane jednorázově 5 let před dosažením předpokládaného důchodového věku klienta. Pokud chce klient akceptovat vyšší riziko a nechce své úspory přesunout do Povinného konzervativního fondu, může o tom penzijní společnost písemně informovat, nejdříve však 60 dní před touto změnou.
Omezení úplaty PS za obhospodařování nepovinných účastnických fondů činí max. 1% průměrné hodnoty majetku fondu a za zhodnocení max. 15% nárůstu průměrné hodnoty ve srovnání s maximem (průměrné hodnoty) z předchozích let.

## Ukončení spoření, výplata úspor
Klient si může nechat vyplatit naspořené prostředky najednou formou odbytného a jednorázového vyrovnání, nebo si úspory nechat vyplácet postupně formou pravidelně vyplácené penze. O jednotlivé dávky je možné penzijní společnost požádat až v době, kdy klientovi vznikl nárok na danou dávku.

### Odbytné
Při předčasném ukončení smlouvy lze vyplatit pouze odbytné a to v případě zániku smlouvy po nejméně 24 měsících spoření. Částku odbytného, která bude vyplacena, tvoří prostředky klienta ke dni zániku smlouvy po odečtení poskytnutých záloh státních příspěvků v původní výši.

### Invalidní penze
Podmínkou výplaty naspořené částky je pobírání invalidního důchodu pro invaliditu třetího stupně z důchodového pojištění - I. pilíř a zároveň splnění podmínky spoření nejméně 36 měsíců. Penzijní společnost pak klientovi vyplácí penzi po dobu nejméně tří let zvoleným způsobem (ve splátkách v určené výši nebo v určeném počtu splátek) jako u ostatních penzí.

### Starobní penze vyplácená penzijní společností
Podmínkou výplaty naspořené částky je dosažení věku, který je o 5 let nižší, než je věk potřebný pro vznik nároku na státní starobní důchod z I. pilíře a zároveň nejméně 60 měsíců spoření. Penzi lze sjednat a vyplácet ve splátkách v určené výši až do vyčerpání prostředků účastníka, nebo v určeném počtu splátek až do vyčerpání prostředků účastníka, a to tak, aby předpokládaná výplata trvala nejméně 3 roky.

### Starobní penze vyplácená penzijní společností jako předdůchod
Podmínkou zvýhodnění předdůchodu, vypláceného penzijní společnosti nebo  pojišťovnou, je kromě výše uvedených podmínek ještě splnění následujících vlastností:
- Penze na přesně stanovenou dobu, nejméně 2 roky s přesně stanovenou výší důchodu.  Běžné penze mohou být vypláceny nejméně na 3 roky. Snížení doby výplaty zmírňuje potřebu výše úspor pro výplatu penze.)
- První splátka penze činí alespoň 30 % průměrné mzdy v národním hospodářství. (Při zahájení čerpání předdůchodu v roce 2013 se jedná o měsíční částku 7 322 Kč. Tzn. na každý rok vyplácení předdůchodu je potřeba mít naspořeno přibližně 90 tisíc Kč. Naspořená částka musí být patřičně vyšší, protože jde o výplatu čisté částky po zdanění výnosů srážkovou 15% daní.)
- Penze je sjednána s výplatou splátek v neklesající výši, měsíčně, bez možnosti výplatu přerušit nebo pozastavit.

### Kombinace dávek
Klient si může zvolit také kombinaci výplaty jednorázového vyrovnání (z části úspor) a některé z penzí (ze zbylé části úspor). 

### Jednorázové vyrovnání
Klientovi je vyplacena najednou celá požadovaná částka. Podmínkou výplaty jednorázového vyrovnání je dosažení věku 60 let a zároveň dosažení nejméně 60 měsíců spoření.

### Penze vyplácená životní pojišťovnou
Podmínkou výplaty je dosažení věku, který je o 5 let nižší, než je věk potřebný pro vznik nároku na starobní důchod z I. pilíře a zároveň nejméně 60 měsíců spoření.
Penzijní společnost je povinna písemně sdělit klientovi hodnotu naspořených prostředků. Klient na základě této informace získá nabídky kalkulace výplaty penze od pojišťoven. Penzijní společnost převede úspory klienta jako jednorázové pojistné pojišťovně a ta mu vyplácí pravidelnou penzi.
Formy penzí jsou:
- Doživotní penze – v pravidelných splátkách v neklesající výši
- Penze na přesně stanovenou dobu s přesně stanovenou výší důchodu – nejméně na 3 roky

Životní pojišťovnu již nelze v průběhu výplaty penze měnit.

Celý systém doplňkového penzijního spoření je legislativci navržen jako nízkonákladový. Jsou regulovány provize zprostředkovatelů – finančních poradců za získání klienta. Ve srovnání s obdobnými podílovými fondy jsou tyto poplatky nízké a jsou z nich hrazeny veškeré výdaje správce vč. poplatků třetím stranám z obchodování s cennými papíry v portfoliu fondů. Majetek klientů je evidován zvlášť od majetku správce – penzijní společnosti. Kontrolu nad stanovením ceny majetku fondu a vypořádáním obchodů zajišťuje nezávislý depozitář, který za to odpovídá s plnou váhou finanční odpovědnosti. Na činnost depozitáře, penzijní společnosti i finančních poradců uzavírajících smlouvy dohlíží Česká národní banka.